# Ponceau SX
Ponceau SX ist ein roter Monoazofarbstoff, der in der Kosmetik z. B. als nicht oxidierendes Haarfärbemittel eingesetzt werden kann. Er gehört zur Familie der Ponceau-Farbstoffe.
INS-Nummer ist 125. Eine E-Nummer hat Ponceau SX nicht.

## Regulierung
In der Europäischen Union ist die Verwendung von Ponceau SX in Haarfärbemitteln durch die Verordnung (EG) Nr. 1223/2009 verboten (Anhang II).